# Гелена Козловська-Ерса
Гелена Козловська-Ерса (латис. Helēna Kozlovska-Ersa; 10 травня 1895 — 23 жовтня 1949) — латвійська співачка, виконавиця оперних партій і народних пісень. Дружина письменника Адолфа Ерса, мати перекладачки Мірдзи Ерса.

## Життєпис
Навчалася у школі в Прейлі та Резекне, потім у гімназії в Санкт-Петербурзі. Згодом у Санкт-Петербурзькій консерваторії, яку змушена була залишити у зв'язку з революційними подіями. 
У 1925 році закінчила Латвійській консерваторії. Удосконалювала майстерність в Мілані під керівництвом Вітторіно Моратті. 
Дебютувала у 1915 році на сцені народного театру в Резекне. Співала у Латвійській опері, ставши, як стверджували газети, першою латгальскою співачкою на оперній сцені. Потім змінила оперну сцену на власну вокальну трупу, віддавши перевагу народним пісням свого рідного краю — Латгалії. 
Гастролювала з фольклорним матеріалом в Римі, Берліні, Празі, Варшаві, Будапешті, дала понад 800 концертів у школах Латгалії. Отримала прізвисько «Латгальський соловей» (латис. Latgales lakstīgala).